# Nautichthys oculofasciatus
Nautichthys oculofasciatus is een straalvinnige vissensoort uit de familie van donderpadden (Hemitripteridae). De wetenschappelijke naam van de soort is voor het eerst geldig gepubliceerd in 1858 door Girard.